# Nord bei Nordwest – Canasta
Nord bei Nordwest – Canasta ist ein deutscher Fernsehfilm aus dem Jahr 2023. Es handelt sich um die zwanzigste Folge der ARD-Kriminalfilmreihe Nord bei Nordwest mit Hinnerk Schönemann, Jana Klinge und Marleen Lohse in den Hauptrollen. Regie führte Felix Herzogenrath nach einem Drehbuch von Niels Holle.

## Handlung
Der Schwanitzer Bestatter Michael Töteberg trifft sich regelmäßig mit Annette Weinert, Hildegard Knutzen und Heiko Hübbers zum Canasta. Eines Tages stirbt der übergewichtige Hübbers beim Verzehr einer Puddingcremeschnitte, die ihm Knutzen zum Frühstück vom Bäcker mitgebracht hat. Knutzen, Weinert und Töteberg treffen sich am Abend trotz des Todesfalls auf eine Canasta-Partie zu dritt. An diesem Abend rast ein Wagen vor Tötebergs Haus gegen einen Baum, und der Fahrer stirbt bei dem Unfall. Er war auf der Flucht vor dem erst kürzlich aus der Haft entlassenen Eike Siering, mit dem er sich um das Lösegeld gestritten hat, welches sie von der Reederin Annemarie Wendt erpresst hatten. Zu seiner großen Überraschung findet das Canasta-Trio neben dem Toten auch noch eine Tasche mit sechs Millionen Euro. 
Hildegard Knutzen, die von dem Dorfpolizisten Hauke Jacobs und seiner Kollegin Hannah Wagner verdächtigt wird, Heiko Hübbers vergiftet zu haben, will das Geld behalten und überredet Töteberg und Weinert, es vor den eintreffenden Polizisten geheim zu halten. Noch während sie darüber beraten, wie sie verfahren wollen, ist ihnen auch schon Eike Siering auf den Fersen. Er beobachtet, wie Knutzen die schwere Geldtasche in Verwahrung nimmt und lässt sie nun nicht mehr aus den Augen. Als er versucht, sich das Geld mit Waffengewalt zurückzuholen, entreißt Knutzen ihm die Pistole, und im Gerangel wird er tödlich getroffen. Unter Mithilfe von Töteberg und Weinert versucht sie Siering vor den Polizisten zu verstecken, doch ahnen sie, dass ihnen Knutzen etwas verheimlicht. Als sie die Frau zur Rede stellen wollen, wird sie nun auch gegen die Polizisten aktiv. Sie lockt Jacobs in ihr Haus und betäubt ihn, was sie vorab bereits mit Töteberg und Weinert getan hat, weil diese geäußert hatten, das Geld lieber abgeben zu wollen. Wagner kommt gerade noch rechtzeitig, um alle drei zu retten, und Knutzen wird festgenommen.

## Hintergrund
Nord bei Nordwest – Canasta wurde vom 8. Februar bis zum 13. April 2022 in Travemünde mitsamt der Halbinsel Priwall, auf der Insel Fehmarn sowie in Hamburg und Umgebung gedreht. Der Film ist nach Frau Irmler die zweite Zusammenarbeit von Felix Herzogenrath und Niels Holle innerhalb der Reihe und feierte seine Premiere in der Sektion Filmforum der Nordischen Filmtage Lübeck.

## Rezeption

### Einschaltquote
Die Erstausstrahlung von Nord bei Nordwest – Canasta am 12. Januar 2023 im Ersten erreichte 8,01 Millionen Zuschauer und damit einen Marktanteil von 28,6 Prozent.

### Kritik
Rainer Tittelbach von tittelbach.tv bezeichnete die Folge in seiner Rezension als „Sahnestück der neuen Staffel“ und meinte, dass der Zuschauer im Bilde sei, mache einen Großteil des Vergnügens aus: „Zu ahnen, wie die Handlung weitergehen könnte, ist bei dieser Geschichte kein Nachteil. Denn es ist nicht der große Erzählbogen, der fesselt, sondern es sind die Details, die kleinen unerwarteten Wendungen oder skurrilen Lösungen im Plot. […] Und es ist nicht zu viel geworden! Schön schräg eben, ähnlich wie einst ‚Frau Irmler‘, aber nie klamaukig. Ein Extralob für die Episodenhauptdarsteller und ihre Charaktere.“
Bei Quotenmeter.de schrieb Christian Lukas: „Marion Kracht ist großartig. Ob Frau Knutzen schon immer einen Abgrund hinter ihrer sorgfältig gepflegten Fassade verborgen hat? Oder ist es die Chance, dieser ‚Gelegenheit macht Diebe‘-Moment, der diese Abgründe erst erschafft? […] Aber es ist die Schauspielerin, die diese Figur zum Leben erweckt. Was sich aus ihrem Tun ergibt, ist mal skurril, mal schwarzhumorig und nicht selten auch dramatisch. Der Fall des Geldes aus der Ostsee (immerhin ist da ja noch ein zweiter Täter, der sein Geld zurück haben will), wird zwar nie aus den Augen verloren, gerockt wird die Episode jedoch von einer alles überstrahlenden Figur. Und das macht richtig Spaß!“
Oliver Armknecht von film-rezensionen.de verglich den Film mit der vorherigen Episode Auf der Flucht und fand zwei Unterschiede: „So ist ‚Nord bei Nordwest: Canasta‘ der deutlich spannendere der zwei Filme. […] Der andere Punkt, der das Mittelstück der Trilogie hervorhebt: Humor. War Schönemanns Regiedebüt ‚Auf der Flucht‘ praktisch völlig frei von jeglicher Komik, besinnt sich ‚Nord bei Nordwest: Canasta‘ wieder auf alte Tugenden. […] Dabei sticht besonders Marion Kracht hervor, die als heimtückische Diebin nicht nur das Geld, sondern auch reihenweise Szenen stiehlt.“
Tilmann P. Gangloff meinte bei evangelisch.de hingegen, dass aus dem Film „ein fesselnder Thriller [hätte] werden können, doch Regisseur Felix Herzogenrath hat eine brave Krimikomödie draus gemacht. Auch das kann seinen Reiz haben, aber einige Mitwirkende schießen deutlich übers Ziel hinaus; wenn jemand Komödie mit Comedy verwechselt und Mund und Augen aufreißt, um einen möglichst großen komischen Effekt zu erzielen, lässt das die Inszenierung zwangsläufig plump erscheinen.“